# 约翰·凯勒
约翰·弗雷德里克·凯利（英語：John Frederick Keller，1928年11月10日—2000年10月6日），美国篮球运动员，曾代表美国参加1952年夏季奥运会男子篮球比赛，并获得金牌。
2000年10月6日，他在堪萨斯州Great Bend去世。